# Houssam Omar
Houssam Saad Ali Omar (ur. 1 kwietnia 1994) – szwedzki zapaśnik walczący w stylu klasycznym. Zajął dwudzieste miejsce na mistrzostwach świata w 2017. Szesnasty na mistrzostwach Europy w 2018. Brązowy medalista mistrzostw nordyckich w 2017 roku.